# 百人一首殺人事件
『百人一首殺人事件』（ひゃくにんいっしゅさつじんじけん）は、山村美紗の長編推理小説。キャサリンシリーズ第2作である。

## 出版歴
- 1978年12月 - 刊行。
- 1999年12月 - 徳間文庫より文庫版刊行。

## あらすじ
大晦日の夜、キャサリン・ターナーと浜口一郎の2人はおけら詣りにやってきた人々でごった返す八坂神社にいた。大変な混雑のなかを2人は境内に向かって人波に押されながら歩いていたが、突然前方で悲鳴があがった。
2人が駆けつけると，そこには20歳くらいの晴れ着姿の女性が倒れており、彼女の左胸には朱色の破魔矢が突き刺さっていた。

## 登場人物
- キャサリン・ターナー
- 浜口 一郎